# Chiesa di Sant'Antonio (Olmo al Brembo)
La chiesa di Sant'Antonio abate è la parrocchiale di Olmo al Brembo in provincia e diocesi di Bergamo, e fa parte del vicariato di Branzi-Santa Brigida-San Martino oltre la Goggia. Nella chiesa vi sono i dipinti di Gian Paolo Cavagna e Francesco Zucco

## Storia
La prima indicazione di una chiesa intitolata a sant'Antonio abate risale all'11 settembre 1342 e successivamente il 10 giugno 1382, quando un certo Giovanni Curati di Milano, dottore in utroque iure nonché vicario generale, affidò a don Benedetto di Carate cura, regime ed amministrazione spirituale delle chiese di San Giacomo e Sant'Antonio di Olmo, con il permesso di battezzare.
Una ulteriore citazione della chiesa risale al 27 settembre 1446 quando fu smembrata dalla pieve di San Martino oltre la Goggia con decreto del vescovo di Bergamo Polidoro Foscari, dopo che i vicini ne avevano fatto richiesta trovandosi troppo lontani dalla chiesa parrocchiale, diede però ai parrocchiani l'obbligo di versare 20 soldi imperiali e una certa quantità di formaggio al rettore di San Martino, liberandoli dal vincolo di versare il miglio. Il decreto e il patto fu firmato nella camera cubicolare dell'episcopio alla presenza di don Antonio della Panca canonico della chiesa mariana di Bergamo. Il 26 gennaio 1524 i vicini ottennero lo iuspatronato con il diritto di nomina del parroco che veniva eletto dall'assemblea composta dai capifamiglia. Questa possibilità cessò solo il 15 settembre 1934 con la rinuncia del diritto da parte della popolazione, rinuncia accettata dal vescovo di Bergamo il 25 gennaio 1935.
La visita pastorale del 1575 dal rappresentante di san Carlo Borromeo, rileva negli atti la presenza di quattro altari di cui il maggiore era posto in una cappella con la volta affrescata, l'altare dedicato alla Madonna era posto sul lato del vangelo, seguiva quello dedicato a san Giuseppe con la volta bianca, mentre sul lato opposto vi era l'altare di san Nicola vescovo con volta dipinta e sostenuta da due colonne.
Nel Seicento la chiesa risultava insufficiente per gli abitanti e anche piuttosto ammalorata e insicura, i vicini approvarono il rifacimento di parti dell'edificio. I lavori iniziarono nel 1685 con la nuova pavimentazione e nel 1688 fecero costruire in prossimità una fornace che potessero fornire i materiali atti al prosieguo dei lavori, perché la chiesa ancora nel 1699 risultava ancora non ultimata.
Il Settecento vide la ricostruzione e l'ampliamento dell'antica chiesa con la consacrazione del vescovo di Bergamo Antonio Redetti il 28 giugno 1737. La chiesa fu visitata il 3 luglio 1780 dal vescovo Giovanni Paolo Dolfin. Dagli atti risulta che vi erano le scuole del Santissimo Sacramento che aveva il giuspatronato dell'altare maggiore retta dai sindaci eletti ogni sei mesi con l'approvazione della curia, e la scuola della Madonna del Rosario. La facciata fu ultimata nel 1768 e nel 1784 fu posto il nuovo portale d'ingresso.
La chiesa fu ricostruita nel 1908 spostandone l'orientamento che era liturgicamente classico con l'abside a est, sviluppandolo in senso ortogonale: l'antica abside divenne parte del nuovo transetto, la nuova decorazione fu completata nel decennio successivo. La ricostruzione era stata fortemente voluta dal parroco don Simone Frosio, che affidò il progetto a Antonio Pandini. L'edificio fu affrescato da Luigi Morgandi e Giovanni Cavalleri detto Rana. Gli stucchi furono realizzati da Angelo Gherardi e le dorature da Pietro Anghileri, che realizzò anche la statua di sant'Antonio della facciata. Il 17 gennaio 1946 il vescovo di Bergamo Adriano Bernareggi consacrò la chiesa intitolandola a sant'Antonio abate, donando e sigillando nel nuovo altare le reliquie dei santi Alessandro, Antonio abate e Adriano di Nicomedia.
Con decreto del 27 maggio 1979 del vescovo di Bergamo Giulio Oggioni la chiesa è entrata a far parte del vicariato locale di Branzi-Santa Brigida-San Martino Oltre la Goggia..

## Descrizione

### Esterno
L'edificio di culto era stato edificato in posizione lontana dall'urbano sulla sinistra del Brembo, si trova in posizione dominante ed è anticipato dalla gradinata e dal sagrato con pavimentazione in ciottolato di fiume. Il fronte principale, volto a sud, si presenta in parte a rustico e in parte intonacato ed è tripartito da lesene molto semplici nell'ordine inferiore e coronate da capitelli corinzi che reggono il timpano triangolare dove è posta l'intitolazione della chiesa e che culmina con la statua del santo titolare.

### Interno
L'interno a croce latina è diviso in due campate. Presenta lesene in stucco a lucido complete di capitelli che reggono la trabeazione e il cornicione su cui s'imposta la volta a botte. L'interno conserva molte opere d'arte, di cui alcune di Antonio Locatelli di Almenno San Bartolomeo. Nella sagrestia il dipinto di Vincenzo Angelo Orelli.

#### Altare di Santa Maria del Rosario
L'altare è citato nella visita pastorale di san Carlo Borromeo del 1575. L'ancona fu realizzata nel 1617 da Giovanni Battista Genan, e nel 1919 fu posta la nuova ancona realizzata da Pietro Remuzzi.

#### Altare di Sant'Anna
L'altare fu costruito nel 1702 per volere della famiglia Guarinoni. Presenta intagli marmorei con lo stemma della famiglia. La pala d'altare raffigura la santa titolare nell'atto d'insegna le scritture a Maria Bambina.

#### Altare di Sant'Antonio
L'altare dedicato al santo titolare la chiesa fu realizzato nel Novecento da Camillo Remuzzi e consacrato il 9 agosto 1919. Posta nella nicchia vi è la statua che lo raffigura.

#### Cappella laterale
Nella posizione dove si trovava il presbiterio dell'antica chiesa, vi è la cappella dedicata all'Immacolata Concezione, dove vi era la grotta della Madonna di Lourdes. La parte superiore dell'ingresso ospita la tela Beata Vergine del Rosario con san Domenico e santa Caterina opera di Gian Paolo Cavagna firmata IO PAVLVS CAVAN I F. MDCXVII. La cappella fu restaurata dell'architetto Pino Gusmini nel 1968 perché diventasse chiesa iemale e feriale. Per questo motivo la grotta fu rimossa; il restauro terminò tre anni dopo. La cappella è illuminata da tre finestre poste sopra il cornicione retto dalle lesene che la dividono in più sezioni. La cappella ospita la tela raffigurante Vergine col Bambino e san Bartolomeo e il dipinto Educazione di Maria, probabilmente di Domenico Caretti, donato dalla famiglia Guarinoni.

#### Cupola
La cupola è affrescata con la raffigurazione della Gloria di sant'Antonio abate con Trinità e angeli nusicanti, il dipinto raffigura il paese di Olmo. I pennacchi hanno la raffigurazione dei santi evangelisti.

#### Presbiterio e altare maggiore
La zona del presbiterio è stata progettata nel 1945 dall'architetto Dante Fornoni con le quattro statue degli evangelisti realizzate da Elia Ajolfi.